# Festival d'Avignon 2013
 (juillet 2016).
Si vous disposez d'ouvrages ou d'articles de référence ou si vous connaissez des sites web de qualité traitant du thème abordé ici, merci de compléter l'article en donnant les références utiles à sa vérifiabilité et en les liant à la section « Notes et références ».
La 67e édition du Festival d'Avignon s'est déroulée du 5 au 26 juillet 2013 à Avignon et autour d’Avignon. Il s'agit de la dernière année d'Hortense Archambault et Vincent Baudriller à la direction,.
La FabricA est inaugurée le 6 juillet 2013, au terme de 13 mois de travaux avec le spectacle bien nommé, Ouvert ! car libre d'accès à tout public, du Groupe F, devant La FabricA. Cette dernière année est aussi l'occasion de faire revenir tous les artistes associés des 10 années de direction d'Hortense Archambault et Vincent Baudriller, pour une représentation unique d'un spectacle ou d'une lecture à l'Opéra-Grand Avignon.
Cette édition sera spécialement marquée par le spectacle inattendu et unanimement plébiscité de Julien Gosselin : Les Particules élémentaires joué à "L'Autre Scène du Grand Avignon - Vedène" et par le Faust I + II de Nicolas Stemann à la FabricA.
Par ailleurs, Stanislas Nordey ne décevra pas dans la cour d'Honneur, avec sa proposition: Par les villages de Peter Handke. Nicolas Truong, quant à lui, crée la surprise à la chapelle des pénitents blancs avec Projet Luciole.

## Programmation (chronologiquement)
- La Parabole des papillons de Michèle Addala à l'Auditorium du Grand Avignon - Théâtre | Avignon
- Ping Pong Qiu[7] de Angélica Liddell au Gymnase du lycée Mistral - Théâtre | Madrid
- Ouvert ! de Groupe F devant La FabricA
- Qaddish de Qudus Onikeku au Théâtre Benoît-XII
- Re : Walden d'après Walden ou la vie dans les bois d'Henry David Thoreau, mise en scène Jean-François Perret au Tinel de la Chartreuse de Villeneuve les Avignon
- Orlando de Virginia Woolf, mise en scène Guy Cassiers à l'Opéra Grand Avignon
- Par les villages de Peter Handke, mise en scène Stanislas Nordey à la Cour d'honneur du Palais des Papes
- Todo el cielo sobre la tierra (El síndrome de Wendy) de Angélica Liddell dans la cour du lycée Saint-Joseph
- Yango de Kiripi Katembo Siku, exposition à l'École d'Art d'Avignon
- Les Phantoms du fleuve Congo de Nyaba Léon Ouedraogo, exposition à l'École d'Art d'Avignon
- Because Godard de Claire ingrid Cottanceau, installation à l'École d'Art d'Avignon
- Projet luciole de Nicolas Truong à la Chapelle des Pénitents blancs
- D'après une histoire vraie de Christian Rizzo au gymnase du lycée Aubanel
- Dialoge 20-13 de Sasha Waltz à l'Opéra Grand Avignon
- Shéda de Dieudonné Niangouna à la Carrière de Boulbon
- Créatures de D'de Kabal et Emeline Pubert au Jardin de la vierge du lycée Saint-Joseph
- 19-Born, 76-Rebels de Mamela Nyamza et Faniswa Yisa au Jardin de la vierge du lycée Saint-Joseph
- Les Particules élémentaires de Michel Houellebecq, mise en scène Julien Gosselin à la salle de Vedène
- Remote Avignon de Stefan Kaegi, parcours dans la ville
- Garden Party de Ambre Kahan, Duncan Evennou et Karine Piveteau au Jardin de la vierge du lycée Saint-Joseph
- Perlaborer de Vincent Dissez et Pauline Simon au Jardin de la vierge du lycée Saint-Joseph
- Out of context. For Pina d'Alain Platel à l'Opéra Grand Avignon
- Place du marché 76 de Jan Lauwers au Cloître des Carmes
- La Porte du non-retour de Philippe Ducros, exposition à l'École d'Art d'Avignon
- Logobi 05 de Gintersdorfer/Klassen au gymnase du lycée Saint-Joseph
- La fin du western de Gintersdorfer/Klassen au gymnase du lycée Saint-Joseph
- La Jet-Set de Gintersdorfer/Klassen au gymnase du lycée Saint-Joseph
- Drums and digging de Faustin Linyekula au Cloitre des Célestins
- King Size de Christoph Marthaler à l'Opéra Grand Avignon
- Troisième vie de François d'Assise de Jean-Michel Bruyère, installation dans la salle Franchet du lycée Saint-Joseph
- Faust I + II de Nicolas Stemann à la FabricA
- Exhibit B de Brett Bailey, église des Célestins